# Border Shootout
Border Shootout er en amerikansk film fra 1990 af Chris McIntyre.

## Medvirkende
- Glenn Ford som John Danaher
- Michael Ansara som Chuluha
- Michael Forest som Earl Beaudry
- Russell Todd som Clay Jordan
- Michael Horse som Dandy Jim
- Cody Glenn som Kirby Frye
- Charlene Tilton som Edith Hanasain